# Isao Takahata
Isao Takahata (jap. 高畑 勲 Takahata Isao; ur. 29 października 1935 w Ujiyamadzie, zm. 5 kwietnia 2018 w Tokio) – japoński reżyser filmowy, producent i scenarzysta anime, współzałożyciel (wraz ze swym przyjacielem i współpracownikiem Hayao Miyazakim) wytwórni filmów animowanych Studio Ghibli. Do jego najważniejszych filmów należą: dramat wojenny Grobowiec świetlików i obyczajowy Powrót do marzeń.

## Życiorys
Urodzony w Ujiyamadzie (obecnie Ise) w prefekturze Mie, ukończył prestiżową japońską uczelnię – Uniwersytet Tokijski – po czym, zachęcony przez przyjaciela, złożył podanie i został przyjęty do pracy w studiu filmowym Toei Animation. Jego debiutem reżyserskim był Taiyō no ōji: Horusu no daibōken (Horus, książę Słońca), który poniósł finansową klęskę, aczkolwiek został później doceniony przez krytyków (magazyn „Animage” umieścił go na trzecim miejscu 100 najlepszych filmów anime). Co nietypowe dla reżysera filmów animowanych, Takahata nigdy wcześniej nie pracował jako rysownik czy animator.
Podczas pracy w Toei poznał Hayao Miyazakiego, który m.in. był jednym z rysowników pracujących nad Horusem. W 1972 Takahata wyreżyserował Panda KoPanda, według scenariusza Miyazakiego.
W 1981 nakręcił komedię Jarinko Chie, a w latach 1981–1983 – serial animowany (64 odcinki) pod tym samym tytułem. W 1982 wyreżyserował film Serohiki no Gōshu (Wiolonczelista Gōshu), do którego napisał scenariusz według opowiadania Kenjiego Miyazawy. Film został wysoko oceniony przez krytykę.
Gdy Miyazaki tworzył film Nausicaä z Doliny Wiatru, zwrócił się do Takahaty, by został producentem, co ten uczynił mimo braku doświadczenia w tej roli. Po sukcesie Nausiki Miyazaki założył Studio Ghibli, z Takahatą jako współzałożycielem. Obaj twórcy współpracują w reżyserii, pisaniu scenariuszy i produkcji. Takahata był producentem Laputy (1986) i dyrektorem muzycznym Podniebnej poczty Kiki (1989); on też przekonał Joe Hisaishiego do pisania muzyki do filmów pełnometrażowych.
Pierwszym filmem Studia w reżyserii i według scenariusza Isao Takahaty był wojenny dramat Grobowiec świetlików z 1988, określony mianem jednego z najlepszych filmów tego gatunku. Jego kolejnymi filmami były obyczajowy Powrót do marzeń, komediowy Rodzinka Yamadów i ekologiczny Szopy w natarciu. Wcześniej, w 1987, nakręcił według własnego scenariusza nie-animowany film dokumentalny Yanagawa Horiwari Monogatari (Opowieść o kanałach Yanagawy), zrealizowany za prywatne pieniądze Miyazakiego. Film Księżniczka Kaguya nakręcony na podstawie dawnej baśni japońskiej był nominowany do Oscara w kategorii „Najlepszy pełnometrażowy film animowany” za rok 2014.
W wywiadzie z 1992 Takahata stwierdził, że wysoko ceni francuską sztukę filmową, m.in. twórcę animacji Paula Grimault, którego twórczość miała wpływ na jego decyzję o rozpoczęciu pracy przy filmach animowanych; ceni także Fredericka Backa i Jurija Norsztejna. W 2015 został oficerem francuskiego Orderu Sztuki i Literatury.

## Filmografia

### Reżyser
- 1968 Taiyō no ōji: Horusu no daibōken
- 1969 Mōretsu Atarō (serial TV)
- 1971 Takokumono wa sase
- 1971 Zen’in gyakuten seyo!
- 1972 Picchā Abashiri
- 1971-1972 Apache yakyūgun (serial TV)
- 1971-1972 Rupan sansei (serial TV)
- 1972 Panda kopanda (krótkometrażowy)
- 1973 Panda kopanda amefuri sākasu no maki (krótkometrażowy)
- 1973 Kōya no shōnen Isamu (serial TV)
- 1974 Chiisana kibō
- 1974 Heidi (serial TV)
- 1974 Mata au hi made
- 1974 Kurara ga aruita
- 1974 Tatte goran
- 1976 Haha wo tazunete sanzenri (serial TV)
- 1978 Mirai shōnen Konan (serial TV)
- 1978 Rao hakase
- 1978 Sarupējisen
- 1979 Ania z Zielonego Wzgórza (serial TV)
- 1979 Mashū Kasubāto odoroku
- 1981 Jarinko Chie
- 1981 Jarinko Chie (serial TV)
- 1982 Serohiki no Gōshu
- 1987 Yanagawa horiwari monogatari (dokument)
- 1988 Grobowiec świetlików
- 1991 Powrót do marzeń
- 1994 Szopy w natarciu
- 1999 Rodzinka Yamadów
- 2003 Fuyu no hi
- 2010 Akage no Anne: Green Gables e no Michi
- 2013 Księżniczka Kaguya

## Nagrody i nominacje
| Nagroda                              | Rok  | Kategoria         | Nominowana praca                                                        | Wynik   |
| ------------------------------------ | ---- | ----------------- | ----------------------------------------------------------------------- | ------- |
| Nagroda Japońskiej Akademii Filmowej | 1995 | Nagroda specjalna | Szopy w natarciu (jap. 平成狸合戦ぽんぽこ Heisei tanuki gassen ponpoko) | Wygrana |